# Gençay
Gençay é uma comuna francesa na região administrativa da Nova Aquitânia, no departamento de Vienne. Estende-se por uma área de 4,74 km². Em 2010 a comuna tinha 1 804 habitantes (densidade: 380,6 hab./km²).